# خوليو رودريغيز
خوليو رودريغيز (بالإسبانية: Julio César Rodríguez López) (7 ديسمبر 1995 مييريس إسبانيا - ) هو لاعب كرة قدم إسباني يلعب كمدافع.

## روابط خارجية
- خوليو رودريغيز على موقع قاعدة بيانات كرة القدم.إي يو (الإنجليزية)
- خوليو رودريغيز على موقع Soccerway.com (الإنجليزية)
- خوليو رودريغيز على موقع AS.com (الإسبانية)